# Куттин, Хайнц
Хайнц Ку́ттин (нем. Heinz Kuttin; род. 5 января 1971 года) — австрийский прыгун с трамплина и тренер, двукратный чемпион мира. Обладатель трёх олимпийских медалей.

## Карьера
В Кубке мира Хайнц Куттин дебютировал 30 декабря 1987 в Оберстдорфе, на первом этапе Турне четырёх трамплинов, где сразу пробился в десятку лучших, показав восьмой результат.
В конце восьмидесятых австриец был одним из сильнейших прыгунов на юниорском уровне. На трёх молодёжных чемпионатах мира он завоевал пять золотых медалей, из которых две личные на нормальных трамплинах.
В семнадцатилетнем возрасте Куттин дебютировал на Олимпийских играх. В Калгари он принимал участие во всех трёх видах прыжковой программы. На нормальном трамплине был шестым, а большом — двенадцатым, а в командном турнире сборная Австрии показала пятый результат.
В 1989 году дебютировал на чемпионате мира. В Лахти выступал только в личном турнире на нормальном трамплине, где смог завоевать бронзовую медаль, всего 6 очков проиграв немцу Йенсу Вайсфлогу.
В 1991 году стал одним из героев чемпионата мира в Валь-ди-Фьемме. Куттин выиграл золотую медаль на нормальном трамплине, был четвёртым на большом и в командном турнире помог австрийцам обойти почти непобедимую сборную Финляндии, завоевав вторую золотую медаль. Сразу после чемпионата одержал первую в карьере победу, выиграв на этапе в Тронхейме. Год спустя на этом же трамплине одержал вторую и последнюю победу в карьере.
На Олимпиаде 1992 года в Альбервиле австриец был близок к тому, чтобы завоевать медали во всех трёх видах программы, но на нормальном трамплине стал четвёртым. На большом трамплине Куттин завоевал «бронзу», а в составе сборной стал серебряным призёром Олимпиады.
На чемпионате мира 1993 года в шведском Фалуне не смог защитить звание чемпиона мира на нормальном трамплине, став только 24-м, но смог завоевать бронзу в командном турнире на большом трамплине.
Последним крупным турниром в карьере Куттина стала Олимпиада в Лиллехаммере. В личных турнирах он не смог пробиться даже в десятку сильнейших, а в команде австрийцы смогли завоевать серебряные медали.
В возрасте 24 лет закончил карьеру из-за травмы колена, после чего перешёл на тренерскую работу. В середине 1990-х Куттин возглавлял лыжную школу в Филлахе, где начинали тренироваться Мартин Кох и Томас Моргенштерн. В сезоне 2002/2003 был помощником тренера сборной Австрии, потом работал с польскими юниорами (среди которых был будущий многократный олимпийский чемпион Камиль Стох). В 2004—2006 годах был тренером сборной Польши, позднее работал со второй немецкой сборной.
В 2014 году возглавил сборную Австрии.